# René Bliard
René Bliard (* 18. Oktober 1932 in Dizy, Département Marne; † 27. September 2009 in Champigny) war ein französischer Fußballspieler.

## Die Vereinskarriere
Der Sohn eines Winzers war nahe Épernay, keine 20 km südlich von Reims, aufgewachsen und kam noch als Jugendlicher zu Stade Reims. In der Saison 1953/54 spielte der Stürmer erstmals für seinen Verein in der Division 1, der höchsten Liga des Landes, einem der erfolgreichsten europäischen Vereine der 1950er Jahre. An der Seite von Raymond Kopa, Robert Jonquet und Léon Glovacki wurde Bliard auf Anhieb Vizemeister. Bereits ein Jahr später machte er 32 der 34 Spiele mit, wurde Landesmeister und hatte dazu auch 30 Tore beigetragen, was ihm „nebenbei“ die Torjägerkrone einbrachte. Im letzten Drittel dieser Saison wurde er auch erstmals in die Équipe Tricolore berufen – all das mit 22 Jahren.
In der Spielzeit 1955/56 reichte es nur zu 19 Erstligatoren, aber René Bliard stand unter anderem im allerersten Europapokalendspiel (3:4 gegen Real Madrid) und hatte auf dem Weg dorthin fünf Tore beigesteuert. Es folgten mehrere Verletzungen, die seine Karriere bereits zu beenden drohten, doch er biss sich durch, ließ sich auch von Reims’ Neuerwerbungen Just Fontaine, Jean Vincent und Roger Piantoni nicht aus der ersten Angriffsreihe verdrängen und feierte 1957/58 sein erfolgreichstes Jahr. Er wurde mit Stade Landesmeister, Pokalsieger (mit zwei Bliard-Treffern im Finale zum 1:0 und zum 3:1-Endstand) und Supercup-Gewinner, stand wiederum unter den zehn besten Torschützen der Division 1 – und verletzte sich erneut, so dass er auf die WM in Schweden verzichten musste. Als letzte Höhepunkte seiner acht Jahre in Diensten von Stade Reims stand der Rekonvaleszent auch bei der zweiten Europapokalteilnahme im Endspiel (1959), das wiederum von Real Madrid gewonnen wurde. 1959/60 an den Zweitligisten Red Star Paris ausgeliehen, kehrte er 1960 kurzzeitig nach Reims zurück, wurde aber nur noch zwei Mal in der Meisterschaft eingesetzt, wechselte während der Saison zum FC Rouen und beendete dort 1962 seine Laufbahn.

## Der Nationalspieler
Zwischen März 1955 und April 1958 trug René Bliard insgesamt siebenmal das Nationaltrikot. Seine Verletzungsanfälligkeit führte dazu, dass er unmittelbar vor der Weltmeisterschaftsendrunde 1958 aus Schweden wieder nach Frankreich zurückreisen musste und trotz anschließender Erfolge mit Reims auch später nicht mehr für Les Bleus auflaufen durfte. Sein Pech war Fontaines Glück, der nur als Ersatz in den WM-Kader nachrückte und dort dann nachhaltig von sich reden machte.

## Palmarès
- Französischer Fußballmeister: 1955, 1958
- Französischer Pokalsieger: 1958
- Gewinner der Coupe Charles Drago: 1954
- Französischer Supercupgewinner: 1958
- Europapokal der Landesmeister: Finalist 1956, 1959
- Torschützenkönig der Division 1: 1955
- 7 A-Länderspiele für Frankreich
- 182 Einsätze und 91 Tore in der höchsten Spielklasse (143/81 für Reims, 39/10 für Rouen)

## Leben nach dem Fußball
Die nächsten 20 Jahre verkaufte René Bliard Autos, anschließend arbeitete er im Sportamt von Villiers-sur-Marne und setzte sich in der Region zur Ruhe.